# Skarb sekretarza
Skarb sekretarza – serial komediowy produkcji polskiej z 2000 roku w reżyserii Olafa Lubaszenki. W 2002 roku powstała wersja filmowa serialu pod tytułem Jest sprawa...

## Fabuła
Serial opowiada o perypetiach mieszkańców fikcyjnej, podkoszalińskiej wsi Piaski, którzy po upadku miejscowego PGR-u ledwo wiążą koniec z końcem. Jest to obraz polskiej prowincji.

## Obsada
- Leszek Malinowski – Stanisław Michałek
- Tomasz Sapryk – Tadek Zawadzki
- Jarosław Gruda – Olek Humeniuk
- Joanna Kurowska – nauczycielka Mariola Łącka
- Krzysztof Kowalewski – wójt Eugeniusz Wróbel
- Mariusz Czajka – Edmund Czaja, rzeźbiarz ludowy
- Tadeusz Woszczyński – sekretarz wójta
- Tadeusz Huk – wiceminister Stefan Powałka
- Bohdan Łazuka – ksiądz proboszcz
- Łukasz Nowicki – Uwe Muller
- Anna Wojton – sklepowa Jadźka
- Olaf Lubaszenko – trener Zenon Wnuk
- Violetta Arlak – Beata, sekretarka wójta
- Michał Malinowski – Maciek
- Stefan Friedman – Helmut Muller, burmistrz Wiehlendorfu
- Piotr Kryszan – leśniczy

W serialu wystąpili także – gościnnie – byli piłkarze reprezentacji Polski: Lesław Ćmikiewicz, Robert Gadocha, Grzegorz Lato, Andrzej Szarmach i Władysław Żmuda.